# Zygomorf
Bij een zygomorfe, tweezijdig symmetrische of dorsiventrale bloem (symbool: ↓ of %) zijn de linker- en rechterhelft gespiegeld, maar verschillen de onder- en bovenzijde van elkaar.
Als het symmetrievlak van de bloem mediaan staat dan wordt dit mediaan zygomorf genoemd. Bij transversaal zygomorf staat het symmetrievlak loodrecht. Staat het symmetrievlak tussen mediaan en transversaal dan heet dit scheve zygomorfie. Bij de meeste Solanaceae gaat de symmetrielijn door het eerste kelkblad.
Zygomorfe bloemen komen in het bijzonder voor bij de voor de bestuivers aangepaste bloemen (eutropie). Het betreft onder andere bloemen die door bijen, hommels (melittofilie) en vogels (ornithofilie) bestoven worden.
De kroonbladen kunnen vrij of (gedeeltelijk) vergroeid zijn.
- Lipbloem: tweezijdig symmetrische bloem met een goed ontwikkelde onderlip (1-lippig) zoals bij de bijenorchis, of met zowel een onderlip als een bovenlip (2-lippig), zoals bij de witte dovenetel;
- Gemaskerde bloem: een tweelippige bloem waarvan de onderlip de bloemopening volledig afsluit, zoals bij de weegbree- en de helmkruidfamilie; bijvoorbeeld de grote leeuwenbek.
- Vlinderbloem: vijf gedeeltelijk vergroeide kroonbladen, omgevormd naar een vlag (1 kroonblad), twee zwaarden (2 kroonbladen) en een kiel (2 vergroeide kroonbladen). Deze vorm is typisch voor de vlinderbloemigen, zoals de lathyrus.
- Lintbloem: één lintvormig kroonblaadje, zoals bij de composietenfamilie.

## Voorbeelden
- Mediaan zygomorf: leeuwenbek, tuinboon
- Transversaal zygomorf: helmbloem, duivenkervel
- Scheef zygomorf: Solanaceae, waaronder de Aardappel, Petunia, Echium
  - door eerste kelkblad: Solanaceae
  - door derde kelkblad:
  - door vierde kelkblad:
  - door vijfde kelkblad: Monnieria

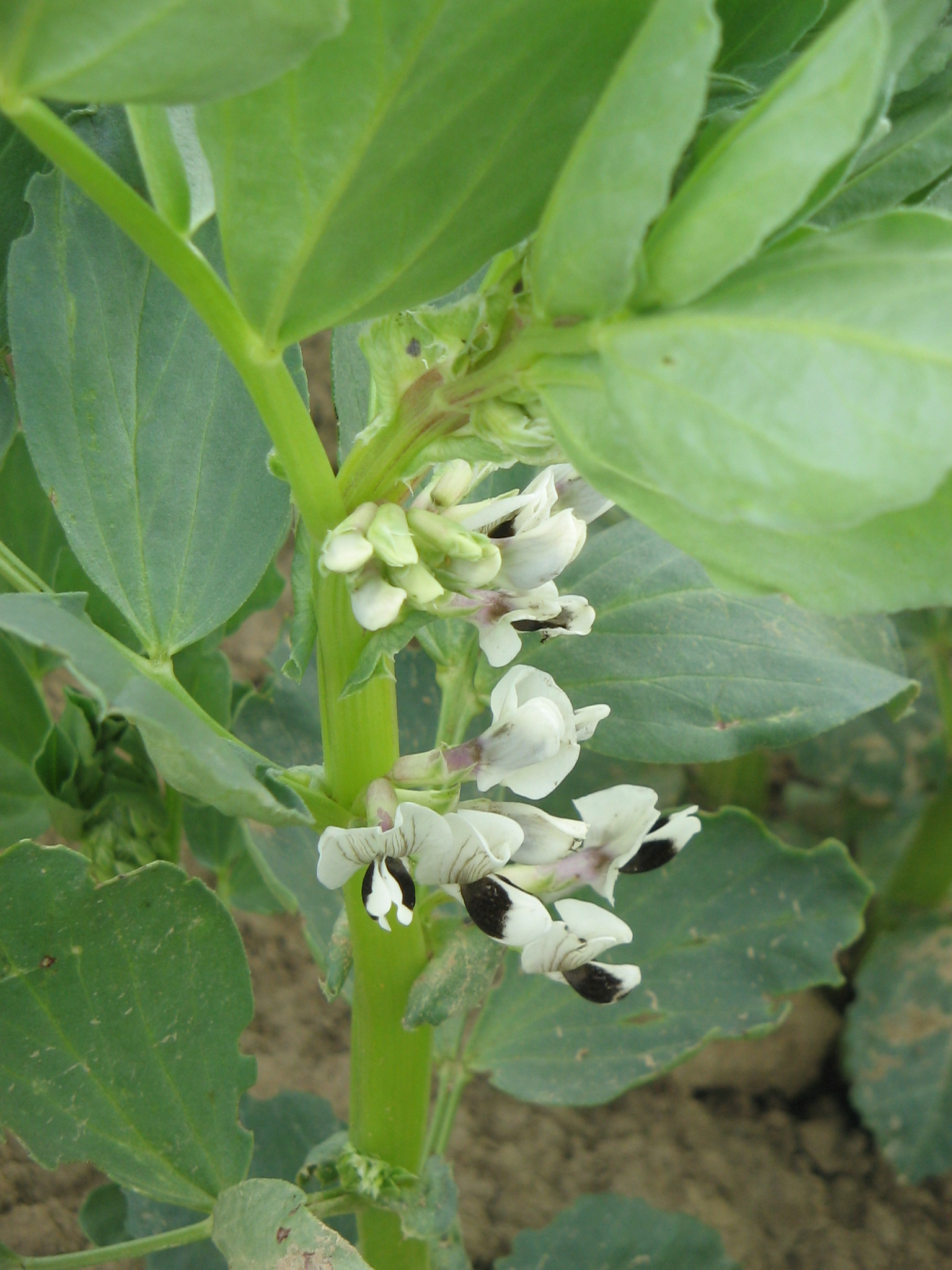
Tuinboon, mediaan zygomorf
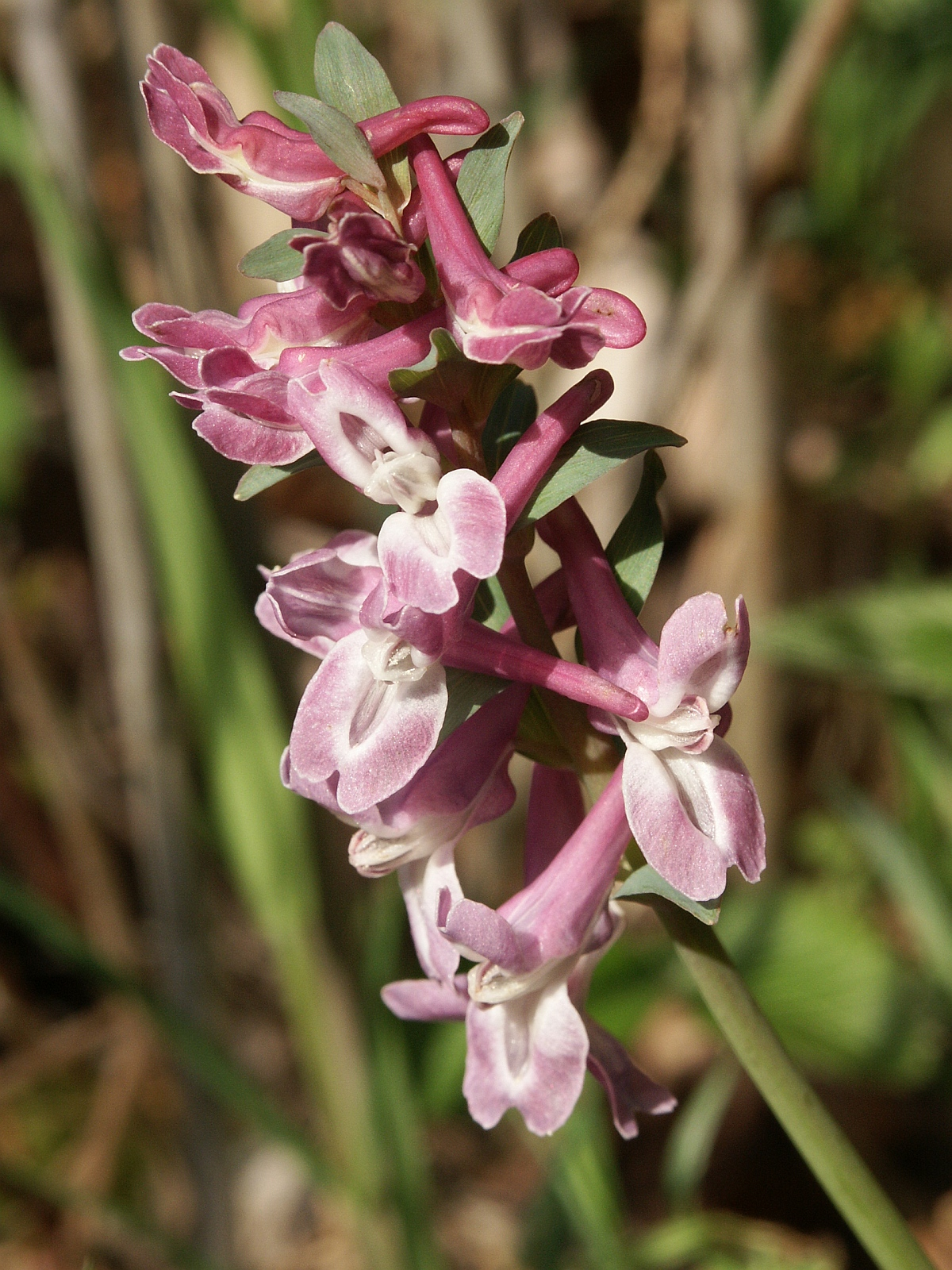
Holwortel, transversaal zygomorf
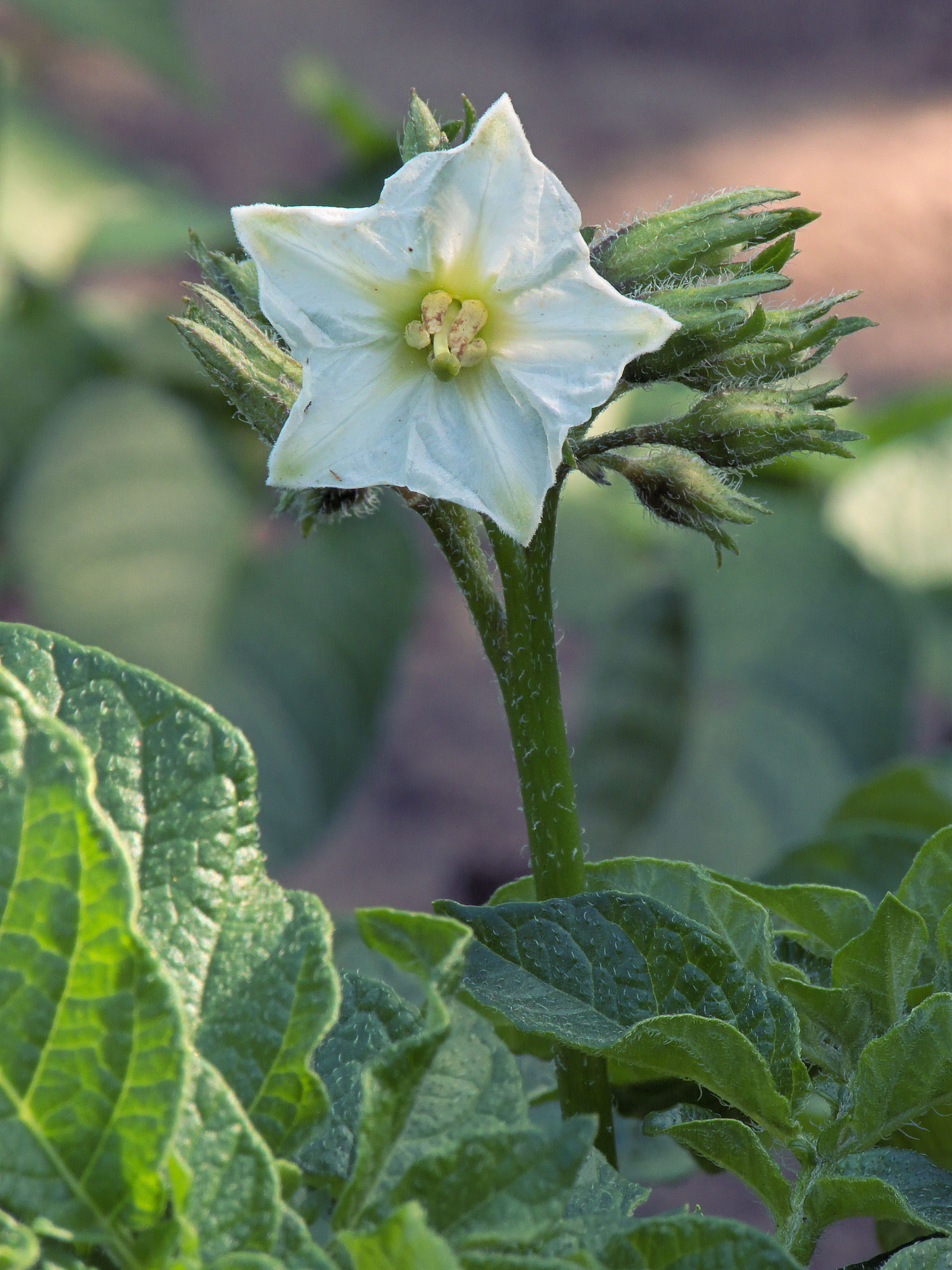
Aardappel, scheef zygomorf
Bloemdiagram erwt, mediaan zygomorf
Bloemdiagram aardappel, scheef zygomorf
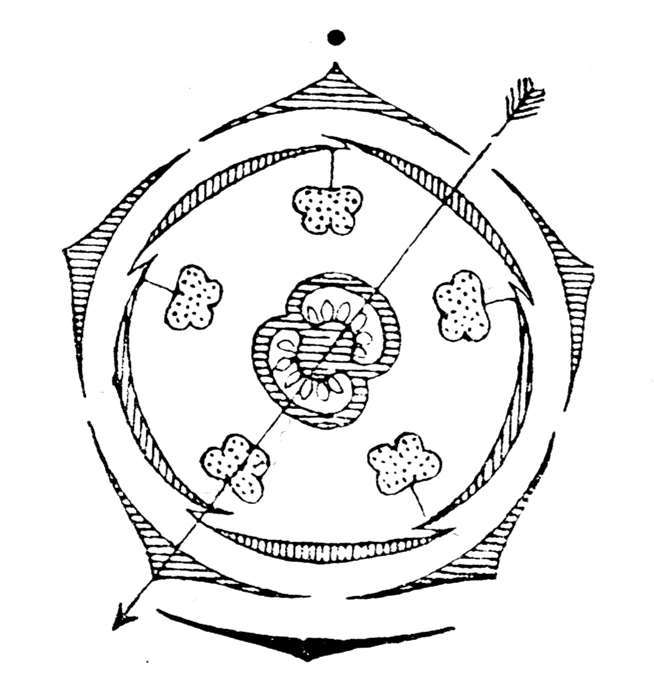
Bloemdiagram petunia, scheef zygomorf
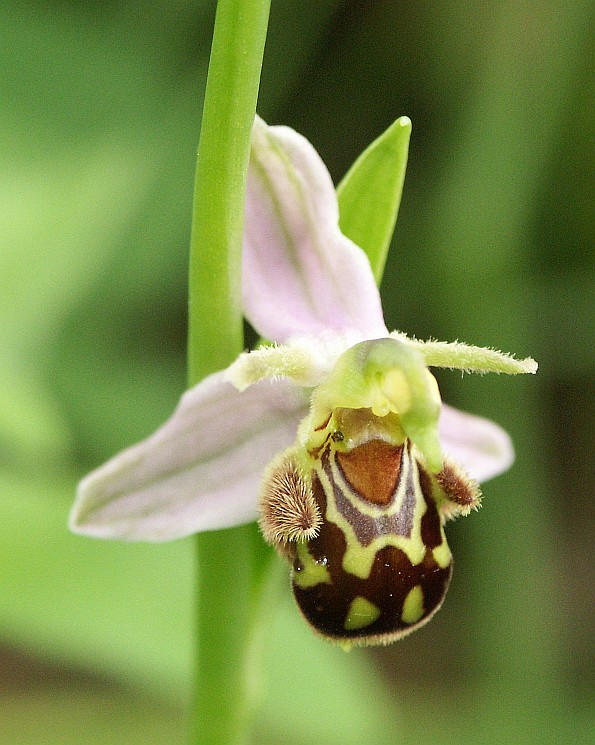
Lipbloem, 1-lippig (bijenorchis)
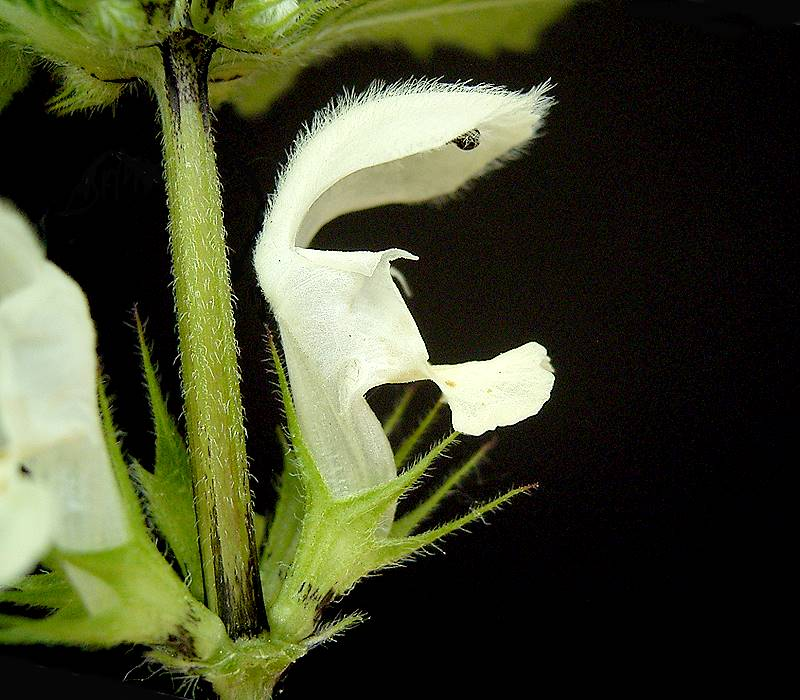
Lipbloem, 2-lippig (witte dovenetel)
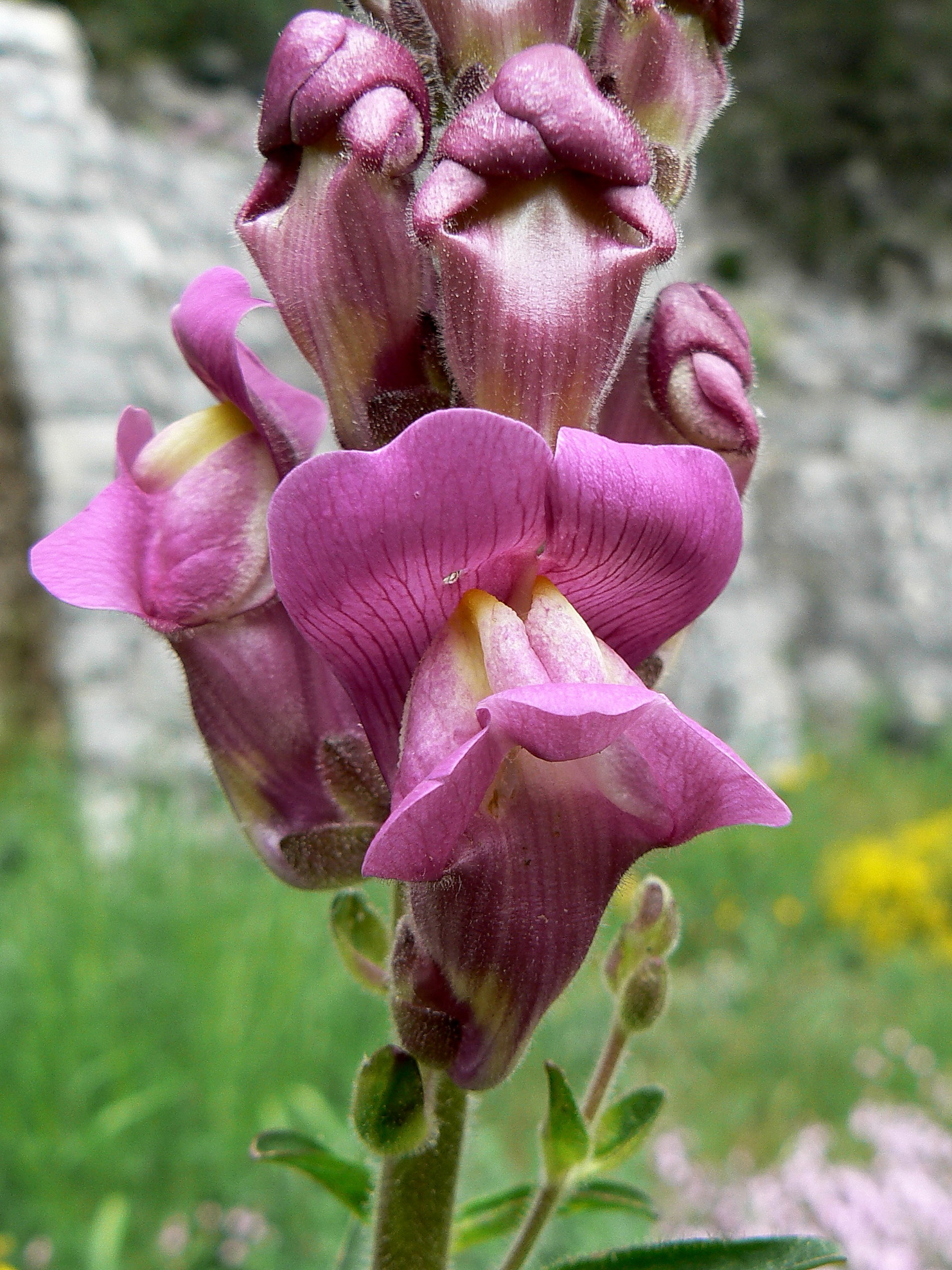
Gemaskerde bloem (grote leeuwenbek)
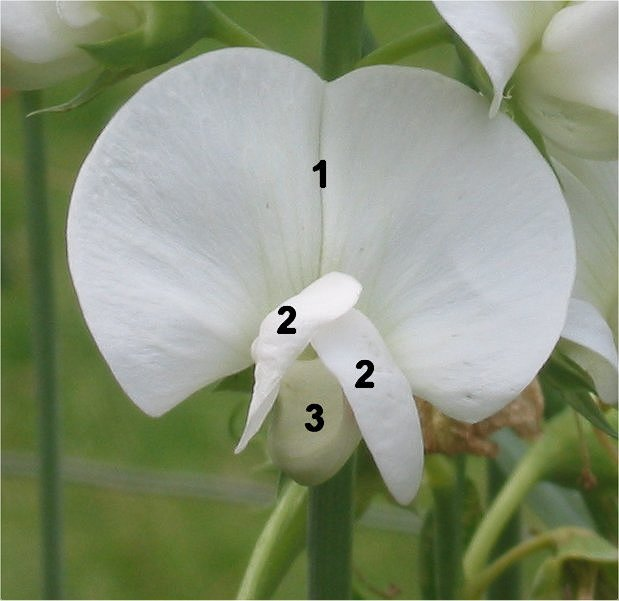
Vlinderbloem (Lathyrus), 1 = vlag; 2 = zwaarden; 3 = kiel
Lintbloem (composietenfamilie)
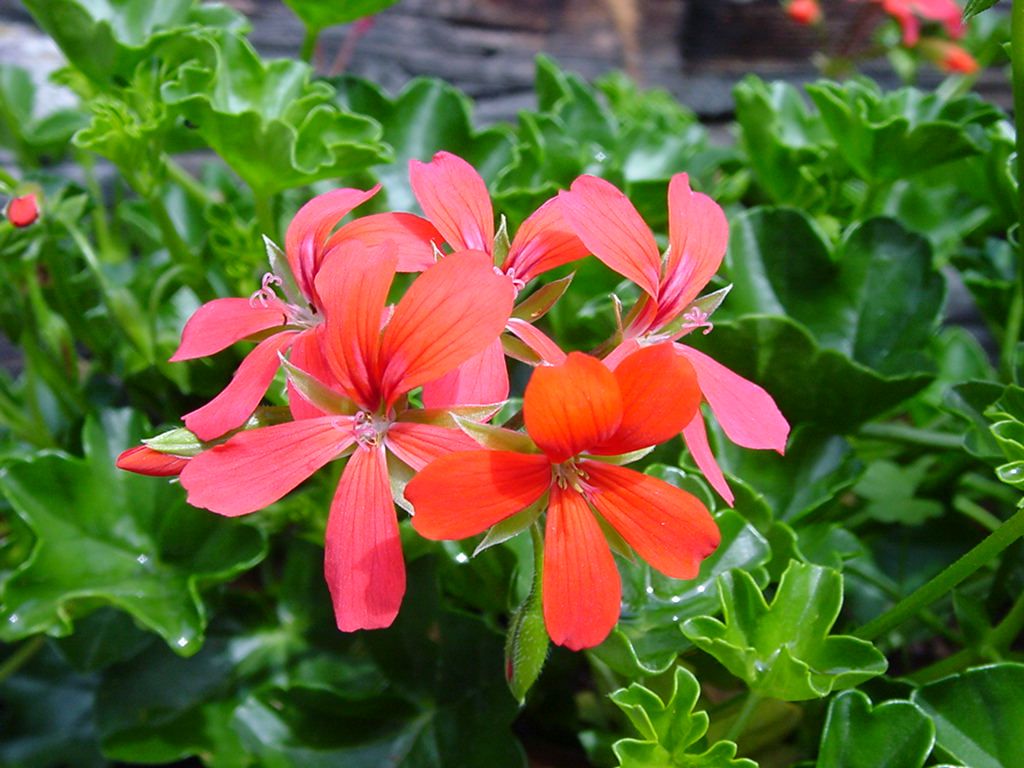
Pelargonium-hybride